# Кубок Таїланду з футболу
Кубок Таїланду з футболу (Кубок Футбольної асоціації Таїланду, тай. ไทยเอฟเอคัพ) — футбольний клубний турнір в Таїланді, який проводиться під егідою Футбольної асоціації Таїланду. Переможець змагання представляє країну у Лізі чемпіонів АФК, а також на початку наступного сезону змагається з переможцем Тайської Ліги у матчі за Суперкубок Таїланду (Kor Royal Cup).

## Історія
Турнір виник у 1975 році. Першим переможцем став Раджпрача. З різних причин турнір не проводився у 1977-79, 1982-83, 1986-91, 2002-08 роках. У 2009 році турнір знову повернувся до тайського футбольного календаря за підтримки компанії телекомунікацій Thaicom, таким чином турнір назвали Thaicom FA Cup. У турнірі взяли участь команди з Тайської Ліги, Тайського Дивізіону 1, Регіональної Ліги Дивізіону 2 та команди з вищих навчальних закладів та шкіл, що виявили бажання змагатись. Команди з Тайського Дивізіону 1 розпочинали змагання з другого раунду, а команди з Тайської Ліги - з третього раунду. Фінальний матч проходив на найбільшому стадіоні Таїланду - Супхачаласай, який вміщує 35 000 глядачів. Переможець турніру отримав 1 мільйон таїландського бата, а фіналісту вручили 500000 місцевої валюти.
У 2015 році згідно укладеного п'ятирічного контракту титульним спонсором змагань стала компанія алкогольних напоїв Chang. 
У 2016 році у зв'язку зі смертю короля Пуміпон Адуньядет, Футбольна асоціація Таїланду ухвалила рішення закінчити Кубок Таїланду на стадії півфіналів. Переможець Кубка серед чотирьох півфіналістів повинен був визначитись методом жеребкування. Однак на наступний день 15 жовтня Футбольна асоціація Таїланду вирішила порадитись із командами, як вчинити у цьому випадку. Після обговорення Футбольна асоціація Таїланду дійшла до рішення, що чотири півфіналісти були нагороджені як співпереможці Кубка Таїланду з футболу 2016. Жеребкування проводилось для того, щоб визначити серед переможців команду, яка буде представляти країну у Лізі чемпіонів АФК 2017. Вибір впав на Сукхотхай.

## Формат
У кубку змагаються команди з Тайської Ліги, Тайського Дивізіону 1, Регіональної Ліги Дивізіону 2 та інші тайські команди, включно з командами вищих навчальних закладів та шкіл. Розіграш кубка проводиться за системою плей-оф. Переможець пари визначається за підсумками одного матчу, який проводиться на полі команди, що визначається жеребкуванням. Фінальний матч проходить на найбільшому стадіоні Таїланду Супхачаласай.

## Фінали
| Сезон   | Переможець                                  | Рахунок                              | Фіналіст                             |                                      |
| ------- | ------------------------------------------- | ------------------------------------ | ------------------------------------ | ------------------------------------ |
| 1975    | Раджпрача                                   |                                      |                                      |                                      |
| 1976    | Раджпрача                                   |                                      |                                      |                                      |
| 1977-79 | змагання не проводились                     | змагання не проводились              | змагання не проводились              |                                      |
| 1980    | Бангкок Банк                                |                                      |                                      |                                      |
| 1981    | Бангкок Банк                                |                                      |                                      |                                      |
| 1982-83 | змагання не проводились                     | змагання не проводились              | змагання не проводились              |                                      |
| 1984    | Лопбурі                                     | 5-1                                  | Чантхабурі                           |                                      |
| 1985    | Раджпрача                                   | 2-0                                  | Чайяпхум                             |                                      |
| 1986-91 | змагання не проводились                     | змагання не проводились              | змагання не проводились              |                                      |
| 1992    | УКОМ Раджпрача                              |                                      |                                      |                                      |
| 1993    | TOT                                         |                                      |                                      |                                      |
| 1994    | УКОМ Раджпрача                              |                                      |                                      |                                      |
| 1995    | Роял Тай Ейр Форс                           |                                      |                                      |                                      |
| 1996    | Роял Тай Ейр Форс                           |                                      |                                      |                                      |
| 1997    | Сінтхана                                    |                                      |                                      |                                      |
| 1998    | Бангкок Банк                                |                                      |                                      |                                      |
| 1999    | Тай Фармерз Банк                            | 2-1                                  | Осотсапа                             |                                      |
| 2001    | Роял Тай Ейр Форс                           |                                      |                                      |                                      |
| 2002-08 | змагання не проводились                     | змагання не проводились              | змагання не проводились              |                                      |
| 2009    | Тай Порт                                    | 1-1 пен. 5-4                         | БЕЦ Теро Сатана                      |                                      |
| 2010    | Чонбурі                                     | 2-1                                  | Муанг Тонг Юнайтед                   |                                      |
| 2011    | Бурірам ПЕА                                 | 1-0                                  | Муанг Тонг Юнайтед                   |                                      |
| 2012    | Бурірам Юнайтед                             | 2-1                                  | Армі Юнайтед                         |                                      |
| 2013    | Бурірам Юнайтед                             | 3-1                                  | Бангкок Глесс                        |                                      |
| 2014    | Бангкок Глесс                               | 1-0                                  | Чонбурі                              |                                      |
| 2015    | Бурірам Юнайтед                             | 3-1                                  | Муанг Тонг Юнайтед                   |                                      |
| 2016    | Чайнат Горнбілл Чонбурі Ратчабурі Сукхотхай | спільний титул (фінал не проводився) | спільний титул (фінал не проводився) | спільний титул (фінал не проводився) |
| 2017    | Чіанграй Юнайтед                            | 4-2                                  | Бангкок Юнайтед                      |                                      |
| 2018    | Чіанграй Юнайтед                            | 3-2                                  | Бурірам Юнайтед                      |                                      |
| 2019    | Тай Порт                                    | 1-0                                  | Ратчабурі                            |                                      |
| 2020-21 | Чіанграй Юнайтед                            | 1-1 пен. 4-3                         | Чонбурі                              |                                      |
| 2021-22 | Бурірам Юнайтед                             | 1-0                                  | Накхонратчасіма                      |                                      |
| 2022-23 | Бурірам Юнайтед                             | 2-0                                  | Бангкок Юнайтед                      |                                      |
| 2023-24 | Бангкок Юнайтед                             | 1-1 пен. 4-1                         | Драгон Патхумван Канчанабурі         |                                      |
| 2024-25 | Бурірам Юнайтед                             | 3-2                                  | Муанг Тонг Юнайтед                   |                                      |

## Титули за клубами
| Команда           | Перемоги                                              |
| ----------------- | ----------------------------------------------------- |
| Бурірам Юнайтед   | 7 (2011, 2012, 2013, 2015, 2021-22, 2022-23, 2024-25) |
| Раджпрача         | 5 (1975, 1976, 1985, 1992, 1994)                      |
| Бангкок Банк      | 3 (1980, 1981, 1998)                                  |
| Роял Тай Ейр Форс | 3 (1995, 1996, 2001)                                  |
| Чіанграй Юнайтед  | 3 (2017, 2018, 2020-21)                               |
| Чонбурі           | 2 (2010, 2016)                                        |
| Тай Порт          | 2 (2009, 2019)                                        |
| Лопбурі           | 1 (1984)                                              |
| TOT               | 1 (1993)                                              |
| Чула Юнайтед      | 1 (1997)                                              |
| Тай Фармерз Банк  | 1 (1999)                                              |
| Бангкок Глесс     | 1 (2014)                                              |
| Чайнат Горнбілл   | 1 (2016)                                              |
| Ратчабурі         | 1 (2016)                                              |
| Сукхотхай         | 1 (2016)                                              |
| Бангкок Юнайтед   | 1 (2023-24)                                           |